# Non è mai colpa di nessuno
Non è mai colpa di nessuno è un film drammatico del 2013 diretto da Andrea Prandstraller. La sceneggiatura, scritta dal regista con Marco Pettenello, vince il Premio Solinas nel 2007 col titolo Nudi alla meta. Il film partecipa all'Euganea Film Festival 2013 .

## Trama
Marghera. Piero è il figlio adolescente di Sergio, proprietario di una piccola ditta locale. Nestor è un operaio argentino alle dipendenze di Sergio: un giorno rimane ferito dopo un incidente in cantiere. Nestor viene raggiunto dalla figlia Maria, e Piero si invaghisce della ragazza.